# Rio Pirara
O rio Pirara é um pequeno curso-d'água com extensão aproximada de 8 km localizado a oeste do território do Alto Takutu–Alto Essequibo, Guiana. Com características de igarapé, sua pequena bacia é coberta em grande parte por vegetação de savana. É afluente da margem esquerda do Maú. 
O topônimo "pirara" é a forma apocopada de pirarara, nome popular do peixe Phractocephalus hemioliopterus muito comum na bacia amazônica.
O  rio dá nome à antiga região que foi alvo de contencioso entre a Inglaterra e o Brasil no século 19, litígio que ficou conhecido como a Questão do Pirara, em que o Brasil perdeu aproximadamente dois terços das terras em disputadas.